# Partisan (film)
Pour les articles homonymes, voir Partisan.
Pour plus de détails, voir Fiche technique et Distribution.
Partisan est un thriller dramatique australien réalisé par Ariel Kleiman, sorti le 6 mai 2015.

## Synopsis
Gregori, un marginal, enlève des femmes, les épouse, leur fait des enfants, et crée ainsi une véritable petite communauté autarcique entièrement centrée autour de lui. Pour survivre, tout le monde jardine et cultive ses propres fruits et légumes et la communauté élève même des animaux pour les tuer et les manger. Gregori apprend aussi à ses enfants à voler et tuer et fait d'eux des tueurs à gages qu'il récompense ou punit au gré de leurs réussites ou échecs. L'un d'eux va, petit à petit, se rebeller...

## Fiche technique
- Titre : Partisan
- Réalisation : Ariel Kleiman
- Scénario : Ariel Kleiman et Sarah Cyngler
- Photographie : Germain McMicking
- Montage : Jack Hutchings et Chris Wyatt
- Musique : Matt Biffa et Daniel Lopatin
- Costumes : Maria Pattison
- Décors : Steven Jones-Evans
- Producteur : Anna McLeish, Sarah Shaw, Nigel Williams et Frederick Green
- Production : Warp Films Australia, Screen Australia et Animal Kingdom
- Distribution : ARP Sélection
- Pays d’origine :  Australie
- Genre : Thriller dramatique
- Dates de sortie :
  -  France : 6 mai 2015

## Distribution
- Vincent Cassel : Gregori
- Jeremy Chabriel : Alexandre
- Florence Mezzara : Susanna
- Nigel Barber : le détective du karaoké
- Anastasia Prystay : Ariana
- Sapidah Kian : Maria
- Samuel Eydllish : Ruben
- Alexander Kuzmenko : Elis
- Sosina Wogayehu : Penelope
- Timothy Styles : Gary